# Thomas Fairfax (1475-1520)
Pour les articles homonymes, voir Thomas Fairfax et Fairfax.
Thomas Fairfax (circa 1475 – 1520) était le propriétaire du château de Gilling, près de Gilling East dans le Yorkshire (Angleterre). Lui et sa femme, Anne Gascoigne, sont des ancêtres communs à William, prince de Galles, Catherine Middleton et Ellen DeGeneres,,,.

## Biographie

### Origines
Son père s'appelait également Thomas Fairfax.

### Carrière
En 1513, il sert avec Henri VIII lors de son expédition dans l'Artois. Il est fait chevalier quand la ville de Tournai (actuellement en Belgique) se rend au roi. À la mort de son père en 1505, Thomas Fairfax hérite du domaine de Gilling.

## Mariage et descendance
Thomas Fairfax s'est marié à Anne Gascoigne, fille de Margaret Percy, elle-même fille de Henry Percy, comte de Northumberland, un descendant d'Édouard III,,. Le père d'Anne était William Gascoigne le jeune d'York, fils d'un autre William Gascoigne.
Fairfax et sa femme ont eu six fils et six filles :
- à sa mort, il laissa son domaine à son fils Nicholas[5], un ancêtre de William, prince de Galles du côté de sa mère, la  famille Spencer[9].
- William était le jumeau de Nicholas. Il s'est installé à Bury St Edmunds et est enterré à Walsingham[5]. William est un ancêtre de Catherine Middleton par sa famille paternelle, la famille Middleton[10],[1].
- Son troisième fils, Thomas, devint prêtre de l'Église d'Angleterre.
- Ses autres fils étaient nommés Miles de Gilling, Guy et Robert[5].

Un des principaux membres de la famille Fairfax est Thomas Fairfax (17 janvier 1612 - 12 novembre 1671), un cousin éloigné de Thomas Fairfax de Gilling, qui était un général et un commandant en chef parlementaire durant la Première révolution anglaise.
Les registres indiquent que, dans ses volontés datées du 26 novembre 1520, Thomas Fairfax nomme sa femme – « Dame Anne Fairfax, my wif » (« Dame Anne Fairfax, ma femme ») – comme « executrix » (exécutrice testamentaire) et se voit obtenir ces droits le 11 avril 1521.

## Sources
- (en) Cet article est partiellement ou en totalité issu de l’article de Wikipédia en anglais intitulé « Thomas Fairfax (Gilling) » (voir la liste des auteurs).